# Прапор Валлонського Брабанту
Прапор Валлонського Брабанту був офіційно прийнятий 2 січня 1995 року. З одного боку, прапор сильно схожий на прапор Валлонії, з червоним півнем на жовтому тлі в обох верхніх кутах.
У центрі — жовтий лев із червоним язиком і кігтями на чорному фоні, як і на прапорі Фламандського Брабанту. Це посилання на прапор провінції Брабант до того, як вона була розділена 1 січня 1995 року.

Прапор схожий на герб Валлонського Брабанту. Півні взяті з прапора Валлонії.

Прапор губернатора Валлонського Брабанту
Прапор Валлонії